# Hallbera Snorradóttir
Hallbera Snorradóttir (c. 1200-1231) era hija del famoso escaldo e historiador islandés Snorri Sturluson y Herdís Bessadóttir (1180-1233). Pertenecía al clan de los Sturlungar. Según las sagas casó con Árni óreiða Magnússon en 1218, último Allsherjargoði de Islandia, pero fue un matrimonio muy infeliz y se separaron a los tres años de su enlace. Posteriormente fue pretendida por otro caudillo, Kolbeinn ungi Arnórsson, del clan Ásbirningar, que era muy joven, apenas veinte años. Se casaron en 1224 y tras un año de matrimonio, se trasladaron a Þingvellir donde la fortuna les hizo muy ricos.
Tampoco duró mucho la relación, pues abandonó a su marido y regresó a Reykholt con su padre y posteriormente a Borg con su madre, pero murió dos años más tarde.